# Wildpoldsried
Wildpoldsried – miejscowość i gmina w południowych Niemczech, w kraju związkowym Bawaria, w rejencji Szwabia, w regionie Allgäu, w powiecie Oberallgäu. Leży w Allgäu, około 30 km na północny wschód od Sonthofen, przy drodze B12 i linii kolejowej Lindau (Bodensee)-Buchloe.

## Demografia
| Rok  | Liczba mieszk. |
| ---- | -------------- |
| 1970 | 1 668          |
| 1987 | 1 917          |
| 2000 | 2 385          |

## Polityka
Wójtem gminy jest Arno Zengerle. W radzie gminy znajduje się 14 osób.
|      | CSU/Freie Bürger | SPD/Niezrzeszeni | FW | Razem |
| 2008 | 7                | 2                | 5  | 14    |
| 2002 | 7                | 2                | 5  | 14    |